# Erfindervergütung
Unter Erfindervergütung versteht man allgemein die Vergütung, die ein Erfinder von einem anderen für die gemachte Erfindung erhält. Im engeren Verständnis des Begriffs ist sie die Vergütung, die ein Arbeitnehmererfinder für eine von ihm gemachte Diensterfindung (auch "Arbeitnehmererfindung" genannt) von seinem Arbeitgeber erhält. In fast allen Patentrechtssystemen existieren für Erfindervergütung in diesem engeren Verständnis Regelungen, die die privatrechtliche Gestaltungsfreiheit einschränken. Die insoweit in Deutschland geltenden Regelungen sind Gegenstand dieses Artikels.

## Deutschland: Überblick, Rechtsgrundlage
Zur Bestimmung der Erfindervergütung muss wesentlich unterschieden werden, ob die Fragestellung in Anwendung des deutschen Arbeitnehmererfinderrechts zu klären ist oder ohne dieses. Es ist anwendbar, wenn, verkürzt ausgedrückt, der Erfinder ein Lohnempfänger nach deutschem Arbeitsrecht in nicht-leitender Stellung ist.
Wenn das Arbeitnehmererfinderrecht nicht anwendbar ist, ist auf das allgemeine Zivilrecht abzustellen, insbesondere also das Bürgerliche Gesetzbuch (BGB). Wenn das Arbeitnehmererfinderrecht anwendbar ist, gelten zusätzlich und zunächst vorrangig das Gesetz über Arbeitnehmererfindungen, das in seinem § 1 auch Bestimmungen zur Anwendbarkeit nennt, und daran anknüpfend die Vergütungsrichtlinien ("RiLis") zur Bestimmung der Arbeitnehmererfindervergütung.

### VergütungsbestimmungohneArbeitnehmererfinderrecht
Wenn das Arbeitnehmererfinderrecht nicht anwendbar ist, gilt zwischen den Parteien der Grundsatz der Vertragsfreiheit in den herkömmlichen zivilrechtlichen Grenzen. Dieser Grundsatz gilt aber nicht nur für Vergütungsfragen, sondern auch für die vorgelagerte Frage, ob die Rechte an der Erfindung vom Erfinder auf andere übergehen (Rechtsnachfolge), die womöglich Erfindervergütung an den Erfinder zu zahlen hätten.
Im Rahmen der Vertragsfreiheit können die Parteien in mehr oder minder weit reichendem Umfang (materiellrechtlich, verfahrensrechtlich) die Anwendbarkeit des Arbeitnehmererfinderrechts vereinbaren. Dann ist es nicht kraft Gesetz, sondern wegen der getroffenen Vereinbarung anwendbar.

### VergütungsbestimmungmitArbeitnehmererfinderrecht
Um im Sinne des Arbeitnehmererfinderrechtes von Erfindervergütung (dann auch Arbeitnehmererfindervergütung) zu sprechen, ist eine Diensterfindung eines Arbeitnehmererfinders, die der Arbeitgeber nicht freigegeben hat, die Voraussetzung. Die Generalklausel in § 9 des Gesetzes über Arbeitnehmererfindungen gesteht dann dem Arbeitnehmererfinder eine „angemessene“ Arbeitnehmererfindervergütung zu, die der Arbeitgeber dem Arbeitnehmer zu zahlen hat.
Zur Ausfüllung des so definierten Anspruchs des Arbeitnehmererfinders lässt das deutsche Erfindervergütungssystem unterschiedliche Herangehensweisen zu:
- Bestimmung gemäß den erlassenen Richtlinien: Das deutsche Arbeitnehmererfindergesetz verweist auf „Richtlinien über die Bemessung der Vergütung“ (§ 11 des Gesetzes über Arbeitnehmererfindungen), gemäß denen die angemessene Arbeitnehmererfindervergütung ermittelt werden kann. Die Parteien können dieser „Kann-Bestimmung“ folgend die Arbeitnehmererfindervergütung bestimmen.
- Vereinbarung: Die Rechtslage zur Erfindervergütung in Deutschland lässt Vereinbarungen zwischen dem Arbeitnehmererfinder und seinem Arbeitgeber zu und wünscht diese letztlich auch, aber schränkt die Gestaltungsfreiheit hierfür in zweierlei Hinsicht ein:

1. Zur Arbeitnehmererfindervergütung können keine Pauschalvereinbarungen zu Gunsten des Arbeitgebers getroffen werden, etwa im Arbeitsvertrag des Arbeitnehmers gleich zu Beginn des Arbeitsverhältnisses. Solche Vereinbarungen sind von Anfang an (ex tunc) unwirksam (§ 22 des Gesetzes über Arbeitnehmererfindungen). Zulässig sind aber Vereinbarungen im Einzelfall.
2. Wenn sich eine Vereinbarung als „in erheblichem Maße unbillig“ für eine Vertragspartei erweist, kann diese von der anderen ex nunc das Eingehen auf eine angemessene Vereinbarung verlangen (§ 23 des Gesetzes über Arbeitnehmererfindungen). Das, was „billig“ ist, ist die geforderte „angemessene Vergütung“ und ist dann in der Regel das, was sich anhand der oben angesprochenen und nachfolgend ausführlicher dargestellten Richtlinien ergibt.

Häufig beginnen die Parteien in Sachen Erfindervergütung mit betrieblichen Üblichkeiten, die womöglich als  vereinbart angesehen werden können. Später kann es zu Abänderungen oder Ergänzungen kommen, insbesondere auch zur Anwendung der Bestimmungen der Vergütungsrichtlinien.

## Vergütungsrichtlinien des Arbeitnehmererfinderrechts

### Rechtliche Stellung und Aufbau
Die Vergütungsrichtlinien sind nicht zwingend geltendes Recht. Aber wegen ihrer systematischen Einbindung kommt ihnen doch hohe Bedeutung zu.
Sie weisen insgesamt 43 Absätze auf, die sich den verschiedenen relevanten Aspekten widmen. Sie wurden erstmals 1959 erlassen und seitdem in Aufbau und Inhalt nur geringfügig überarbeitet.

### Arbeitnehmererfindervergütung V
Die Vergütungsrichtlinien implementieren eine Systematik, wonach der Arbeitnehmererfinder eine Erfinderergütung V bekommen soll, die ein Anteil A am Erfindungswert E ist:
```
Arbeitnehmererfindervergütung: V = E * A
```

Die Vergütungsrichtlinien geben die obige Formel vor (RiLi Nr. 39) und geben dann im Wesentlichen Anhalte für die Anwendung der Formel. Aber auch Sonderfälle werden angesprochen.

### Erfindungswert E
Der Erfindungswert E (RiLi's 3 ff) bestimmt sich vorrangig anhand von Eigenschaften der Erfindung im wirtschaftlichen Kontext. Verkürzt ausgedrückt ist der Erfindungswert der tatsächliche Vorteil, den die Erfindung einem Unternehmen gegenüber der Situation ohne Erfindung gibt. Regelmäßig ist der Erfindungswert nicht der Umsatz, den ein Unternehmen mit der erfundenen Technik macht. Lizenzierungsüberlegungen können zumindest einen Anhalt dafür geben, wie hoch der Erfindungswert sein könnte.

### Anteilsfaktor A
Der Anteilsfaktor A (RiLi's 30 ff) bestimmt sich vorrangig anhand von Eigenschaften des Arbeitnehmererfinders im betrieblichen Kontext und der Erfindungshistorie. Der Anteilsfaktor hängt von drei Kriterien ab, die jeweils zu getrennten Wertzahlen a, b, c führen. Diese werden aufaddiert und führen dann mit einer Tabelle (RiLI Nr. 37) zu einem Anteilsfaktor A zwischen 0,02 und 1 (2 % bis 100 %):
- Stellung der Aufgabe (RiLi Nr. 31 – Wertzahl a zwischen 1 und 6): Hier wird das Ausmaß der Initiative bewertet, mit dem der Arbeitnehmer vor der eigentlichen Erfindung auf die Bearbeitung des Feldes der Erfindung zusteuerte.
- Lösung der Aufgabe (RiLi Nr. 32 – Wertzahl b zwischen 1 und 6):  Hier wird bewertet, in welchem Ausmaß die Erfinder vom Arbeitgeber auf dem Weg zur Erfindung unterstützt wurden.
- Aufgaben und Stellung des Arbeitnehmers im Betrieb (RiLi's Nr. 33 bis 36 – Wertzahl c zwischen 1 und 8):  Hier wird die Funktion des Erfinders im Betrieb bewertet. Wichtig: Je eher der Erfinder dazu bestimmt war, Erfindungen zu machen, desto geringer fällt sein Anteilsfaktor aus, und umgekehrt.

Wenn mehrere Erfinder eine Erfindung gemeinsam gemacht haben, teilen sie sich die Erfindervergütung, im Zweifel zu gleichen Teilen.

## Besteuerung
Erfindervergütung an Arbeitnehmererfinder wird von den Finanzbehörden als Einkünfte aus nichtselbstständiger Arbeit angesehen. Deshalb unterliegt die Erfindervergütung dem Lohnsteuerabzug.

## Schiedsstelle, Klage
Für Streitfällen zwischen Arbeitgeber und Arbeitnehmer wegen arbeitnehmererfinderrechtlicher Fragen, regelmäßig um die Höhe der Arbeitnehmererfindervergütung, ist beim Deutschen Patent- und Markenamt eine Schiedsstelle eingerichtet (§ 28 des Gesetzes über Arbeitnehmererfindungen). Jede der beteiligten Parteien kann sie anrufen. Die Parteien werden jeweils ihren Fall und ihre Sichtweisen vortragen. Die Schiedsstelle hat mit ihrer Expertise zu versuchen, die Parteien zu einer gütlichen, d. h. vertraglichen Lösung der Problematik zu bewegen. In ihren materiellen Sichtweisen bewegt sich die Schiedsstelle in der Regel längs der Richtlinien für Arbeitnehmererfindervergütung. Sie erlässt keinen bindenden Schiedsspruch.
Vor der Schiedsstelle zahlt jede Partei ihre eigenen Kosten. Wenn zivilrechtlich geklagt werden soll, ist die vorherige Anrufung der Schiedsstelle Zulässigkeitsvoraussetzung für die Klage.